# Karl Friedrich Horn (Theologe)
Karl Friedrich Horn (* 9. Januar 1772 in Weimar; † 9. Februar 1852 ebenda) war ein deutscher evangelischer Theologe und Pädagoge. Er war Verfasser von pädagogischen Schriften und von Predigten. Er wurde als „der bedeutendste Geistliche“ im nachklassischen Weimar bezeichnet.

## Leben
Horn war der Sohn eines Hofbediensteten am Weimarer Hof. Seit 1798 war er Lehrer in Weimar und ab 1801 Direktor des Weimarer Lehrerseminars und Stiftsprediger. Er unterrichtete die Kinder der Herzogs Carl August von Sachsen-Weimar. Zusammen mit Johannes Daniel Falk gründete Horn 1813 die „Gesellschaft der Freunde in der Not“. Die Gesellschaft unterstützte zunächst Menschen, die unter den Folgen der Napoleonischen Kriege zu leiden hatten, und konzentrierte sich dann vor allem auf die Ausbildung eltern- oder mittelloser Jugendlicher. Seit 1816 gehörte er dem Weimarer Oberkonsistorium an. Dort erhielt er u. a. 1819 die Goldene Verdienstmedaille.
1819 weilte Horn zu Studienzwecken in der Schweiz. Er besuchte auf dem Weg in die Schweiz diverse Einrichtungen, in denen nach Methoden der sogenannten Bell-Lancaster-Schulen unterrichtet wurde. Ziel der Reise war Pestalozzis Schule in Yverdon, Zweck der Reise, sich über neue Methoden der Didaktik und insbesondere der Didaktik des Mathematikunterrichts zu informieren, um diese eventuell in Weimar einzuführen. Nach seiner Rückkehr förderte er Lehrer und das Volksschulwesen und insbesondere das Lehrerseminar. Im Jahre 1824 wurde er von Universität Jena mit einer Ehrenpromotion zum D. theol. gewürdigt. Am 14. Juni 1848 ernannte ihn die Stadt Weimar zum Ehrenbürger. Die Ehrung erfolgte zum Anlass seines 50-jährigen Dienstjubiläums. Aus diesem Anlass errichtete Horn eine Stiftung für Volksschullehrer.
Im Jahre 1850 hielt er die Einweihungsrede für das Herder-Denkmal.
Horns Grab befindet sich auf dem Historischen Friedhof in Weimar. Horns Grabplatte wurde auf Privatinitiative restauriert. Sein Nachlass wird im Goethe- und Schiller-Archiv in Weimar aufbewahrt.

## Veröffentlichungen
- Handbuch für Landschullehrer zur Beförderung eines zweckmäßigen Gebrauchs des Herderschen Katechismus[12]
  - 1. Auflage
    - 3 Teile. Hoffmann, Weimar
      - 1. Theil. 1810, K10plus 328178322, K10plus 1506522106, K10plus 115267711X, OCLC 833749963[13].
      - 2. Theil. 1811, K10plus 328178497, K10plus 1152677233, OCLC 833749973.
      - 3. Theil. 1814, K10plus 328178616, OCLC 833749991[13].

  - 2. Auflage. Hoffmann, Weimar
    - 1. Teil. 2. umgearbeitet und vermehrte Ausgabe. 1826, K10plus 1506522130, OCLC 834109077.
    - 2. Teil, 2. umgearbeitet Ausgabe. 1829, K10plus 328178764.

  - 3. Auflage. Böhme, Leipzig
    - 1. Teil. 3. Auflage. 1837, K10plus 328102210, K10plus 1335488448.
    - 2. Teil. 3. Auflage. 1837, K10plus 328179248, K10plus 1335488448.
- Handbuch für Landschullehrer zur Beförderung eines zweckmäßigen Gebrauchs des Lutherischen Katechismus[14][15].
  - 2. Auflage. Hoffmann, Weimar
    - 1. Teil. 2. umgearbeitet und vermehrte Ausgabe. 1826, K10plus 228888328, OCLC 833197988[13].
    - 2. Teil. 2. umgearbeitet und vermehrte Ausgabe. 1829, K10plus 327840412, OCLC 833849956[13].

  - 3. Auflage. Böhme, Leipzig
    - 1. Teil. 3. Auflage. 1837, K10plus 386450935, OCLC 833747377.
    - 2. Teil. 3. Auflage. 1837, K10plus 228888735, OCLC 833750043.
- Huldigungspredigt nach dem Regierungsantritt des Durchlauchtigsten Fürsten und Herrn Karl Friedrich, Großherzog zu Sachsen-Weimar-Eisenach etc. am 11ten Sonntag nach Trinitatis 1828 in der Stadtkirche zu Weimar gehalten. Hoffmann, Weimar 1828[12] OCLC 258710096.
- Am Feste der Darstellung Jesu im Tempel. In: Protestantische Kanzelberedsamkeit. 2. Band, Frankfurt am Main 1831, S. 1–16, Digitalisat.

## Handschriften
- Predigten des Stiftspredigers und Obercons: Rathes Dr. Horn : Weimar d. 1. Juni 1840. Gesammelt [und handschriftlich überliefert] von Charlotte Martin. Weimar 1840. urn:nbn:de:gbv:32-1-10035964289